# Terebellum terebellum
Terebellum terebellum is een slakkensoort uit de familie van de Seraphsidae. De wetenschappelijke naam van de soort werd in 1758 voor het eerst geldig gepubliceerd door Carl Linnaeus.